# 8446-os mellékút (Magyarország)
A 8446-os számú mellékút egy bő 12 kilométer hosszú, négy számjegyű országos közút Vas vármegyében.

## Nyomvonala
Sárvár belvárosának nyugati részén ágazik ki a 88 100-as számú mellékútból – a 88-as főút egykori, városon belüli szakaszából –, annak a 850-es méterszelvénye közelében, észak felé. Kezdeti szakasza a Soproni utca nevet viseli, így éri el – mintegy 400 méter megtétele után – a Székesfehérvár–Szombathely-vasútvonal itteni szakaszát. Ott kiágazik belőle kelet felé a 84 326-os számú mellékút a vasút Sárvár vasútállomása irányába, az út pedig nyugatnak fordul, hogy egy terebélyes hurkot leírva szelje át a vágányokat, majd utána visszatérjen a korábbi nyomvonalához. A neve innentől Ipartelep utca, egészen addig, amíg – nagyjából 1,8 kilométer után – el nem éri a belterület északi szélét.
2,2 kilométer megtétele után keresztezi a 88-as főút Sárvárt elkerülő szakaszát, annak a 900-as méterszelvénye táján, majd mintegy fél kilométerrel arrébb átszeli a hajdani Sárvár–Répcevis–Felsőlászló-vasútvonal nyomvonalát is. Kevéssel a 3. kilométere előtt éri el a Sárvárhoz tartozó Rábasömjén házait, bő egy kilométeren át e község főutcájaként húzódik. A belterület északi részén egy elágazáshoz ér: a tovább egyenesen haladó út a 84 151-es számozást viseli – az kapcsolja össze Rábasömjént a 84-es főúttal –, a 8446-os pedig északnyugatnak fordul, így lép ki a településről.
Ezt követően egy rövid szakaszon Rábapaty határvonalán húzódik, de e községet ennél jobban nem érinti, a továbbiakban még jó darabig sárvári területen folytatódik. 6,8 kilométer után szeli át Ölbő határát, a falu belterületét 9,5 kilométer után éri el, s ott a Sárvári út nevet veszi fel. A központban, egy irányváltást követően Fő utca, majd egy újabb kanyar után Dózsa György utca lesz a neve, így lép ki a belterületről, nagyjából 10,6 kilométer megtételét követően. 11,3 kilométer után, nyugati irányban haladva keresztezi a Hegyeshalom–Porpác-vasútvonal vágányait, majd kiágazik belőle dél felé a 84 329-es számú mellékút, Ölbő-Alsószeleste vasútállomás irányába. Kevéssel ezután átlép Szeleste területére, csomóponttal, felüljárón keresztezi az M86-os autóút nyomvonalát, majd Alsószeleste legdélebbi fekvésű házai között véget is ér, beletorkollva a 86-os főútba, annak a 99+900-as kilométerszelvénye közelében.
Teljes hossza, az országos közutak térképes nyilvántartását szolgáló kira.gov.hu adatbázisa szerint 12,277 kilométer.

## Települések az út mentén
- Sárvár
- Sárvár-Rábasömjén
- (Rábapaty)
- Ölbő
- Szeleste

## Képgaléria

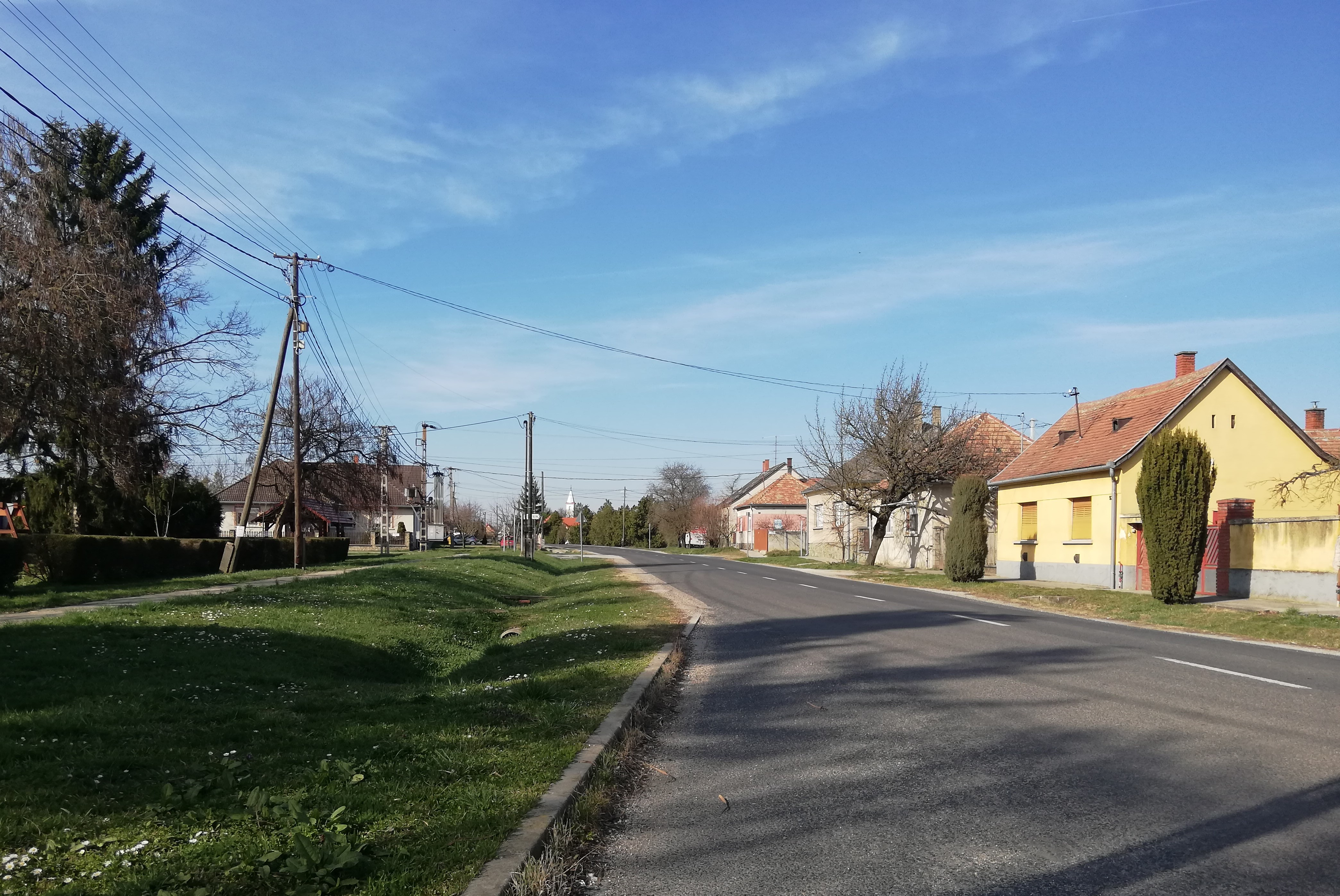
Az út Rábasömjén déli részén
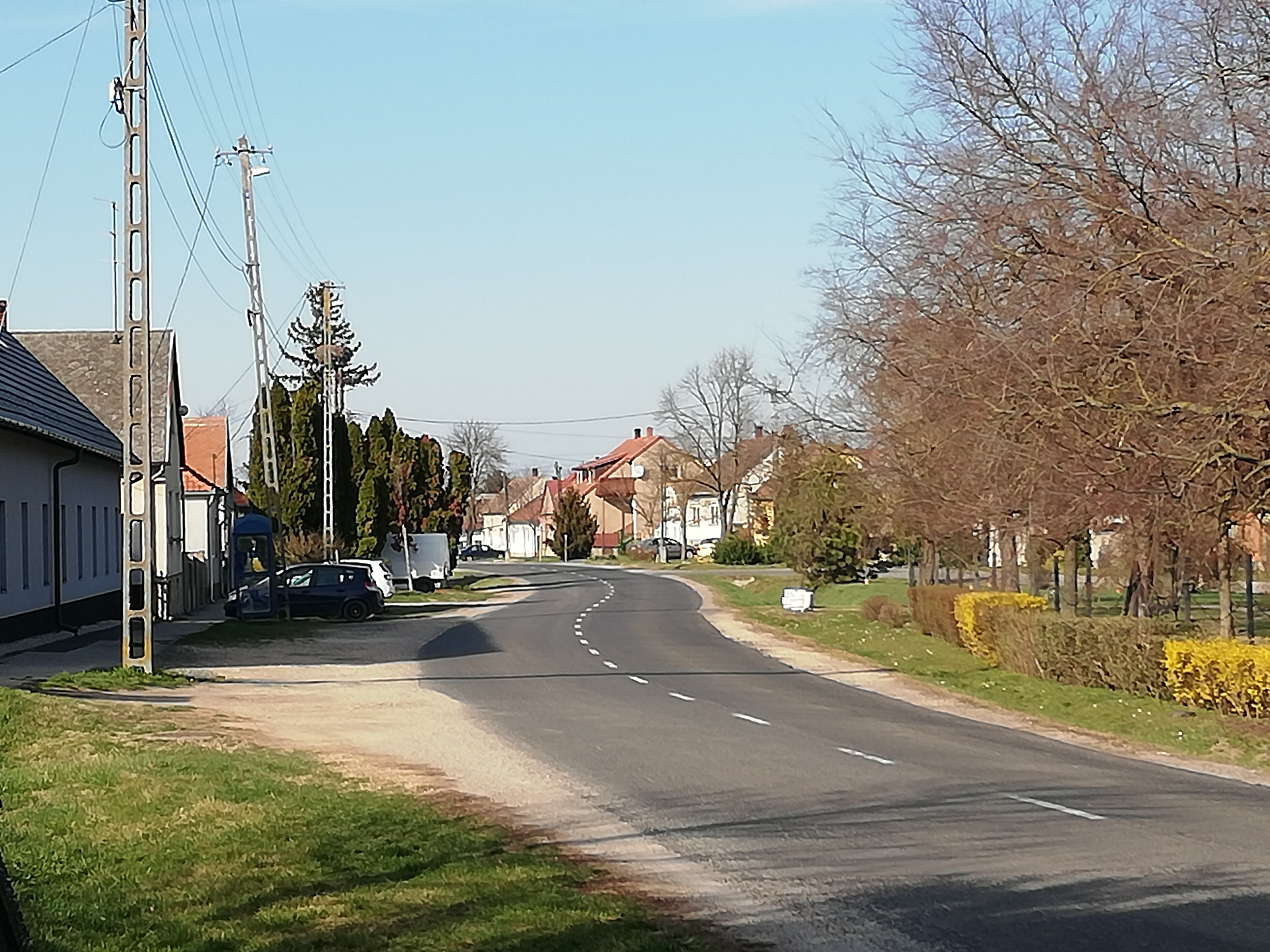
Az út Rábasömjén központjában
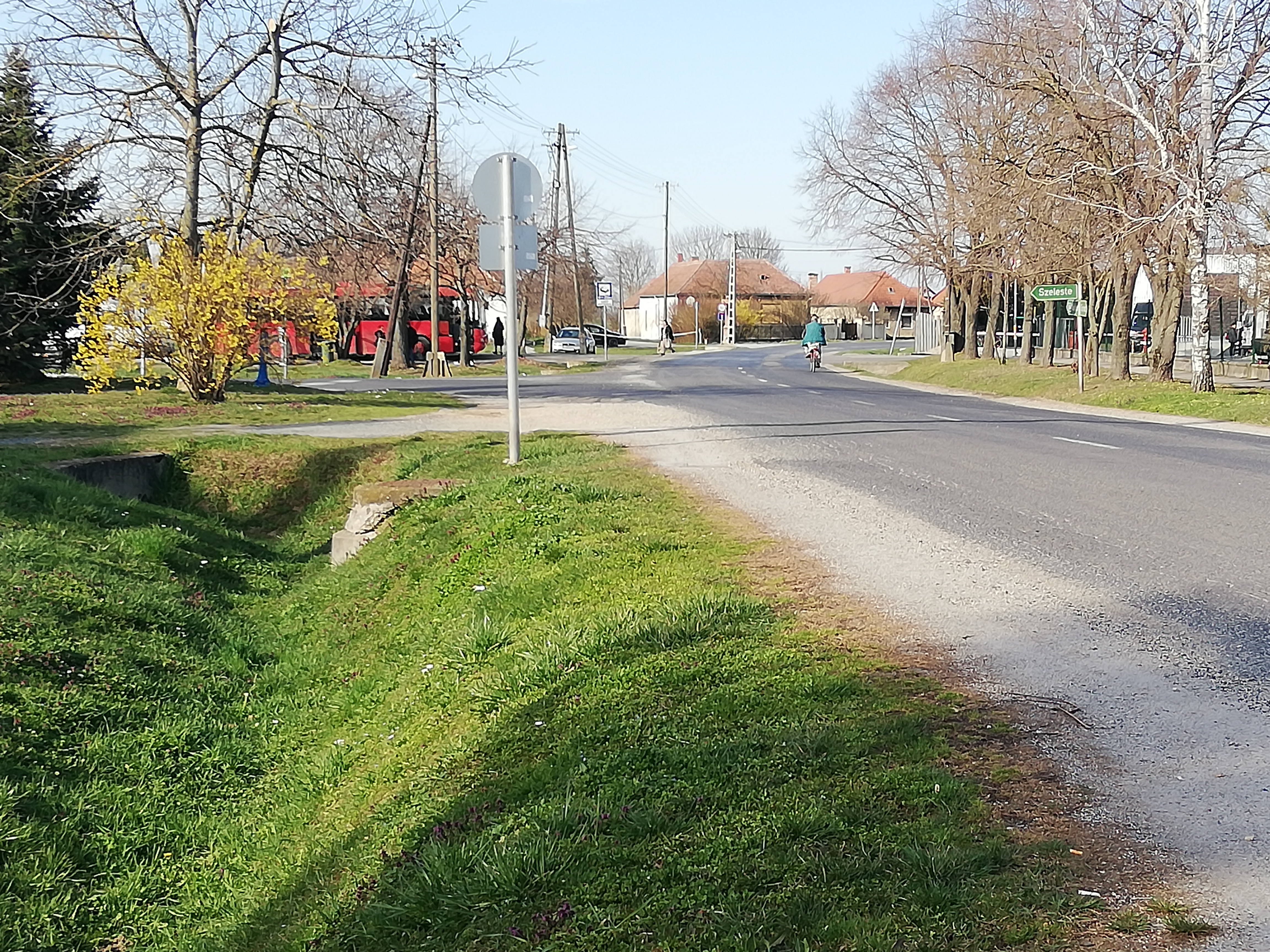
Az út ölbői elágazása Rábasömjénben
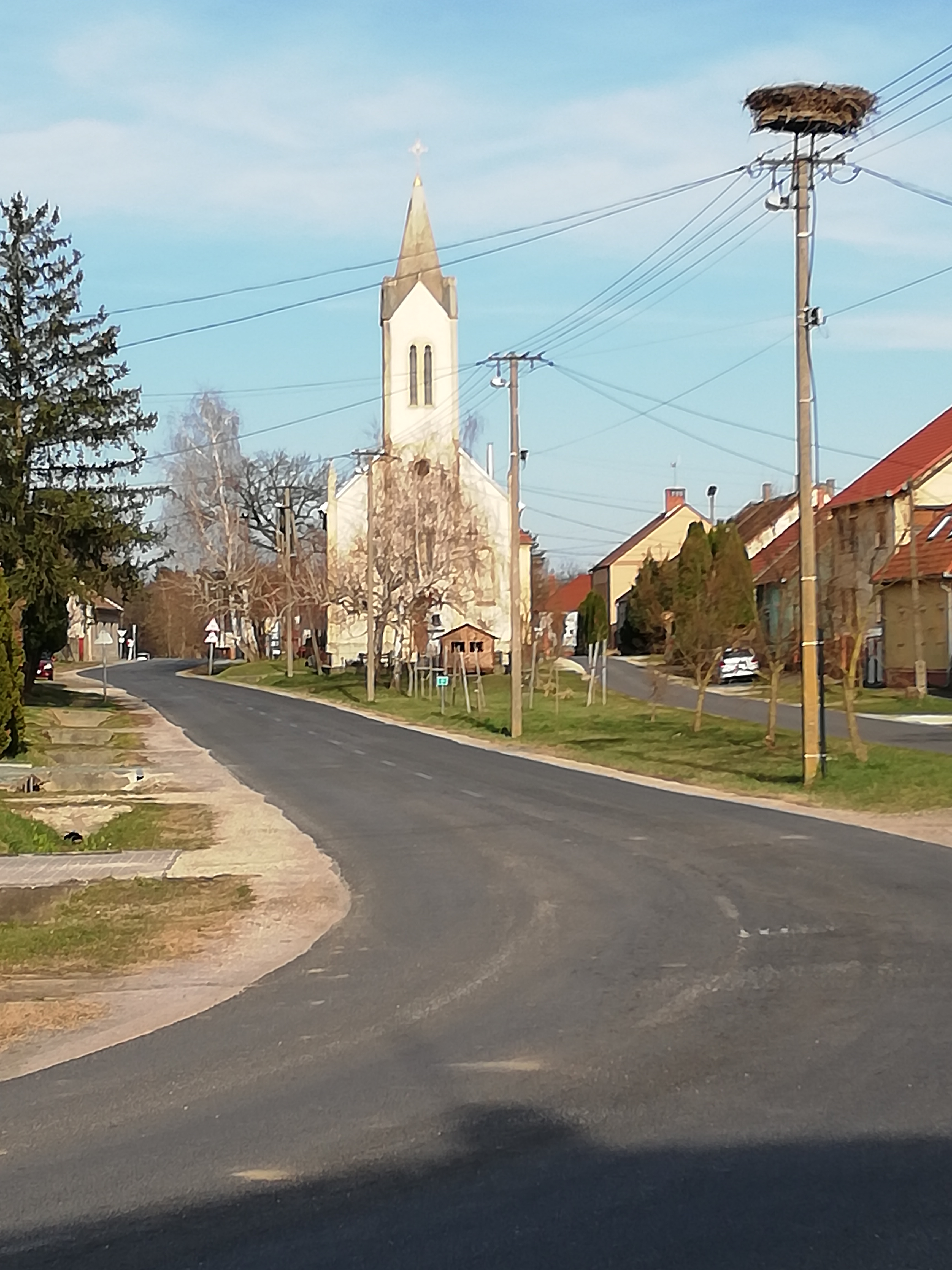
Az út Ölbőn, Sárvár felé nézve
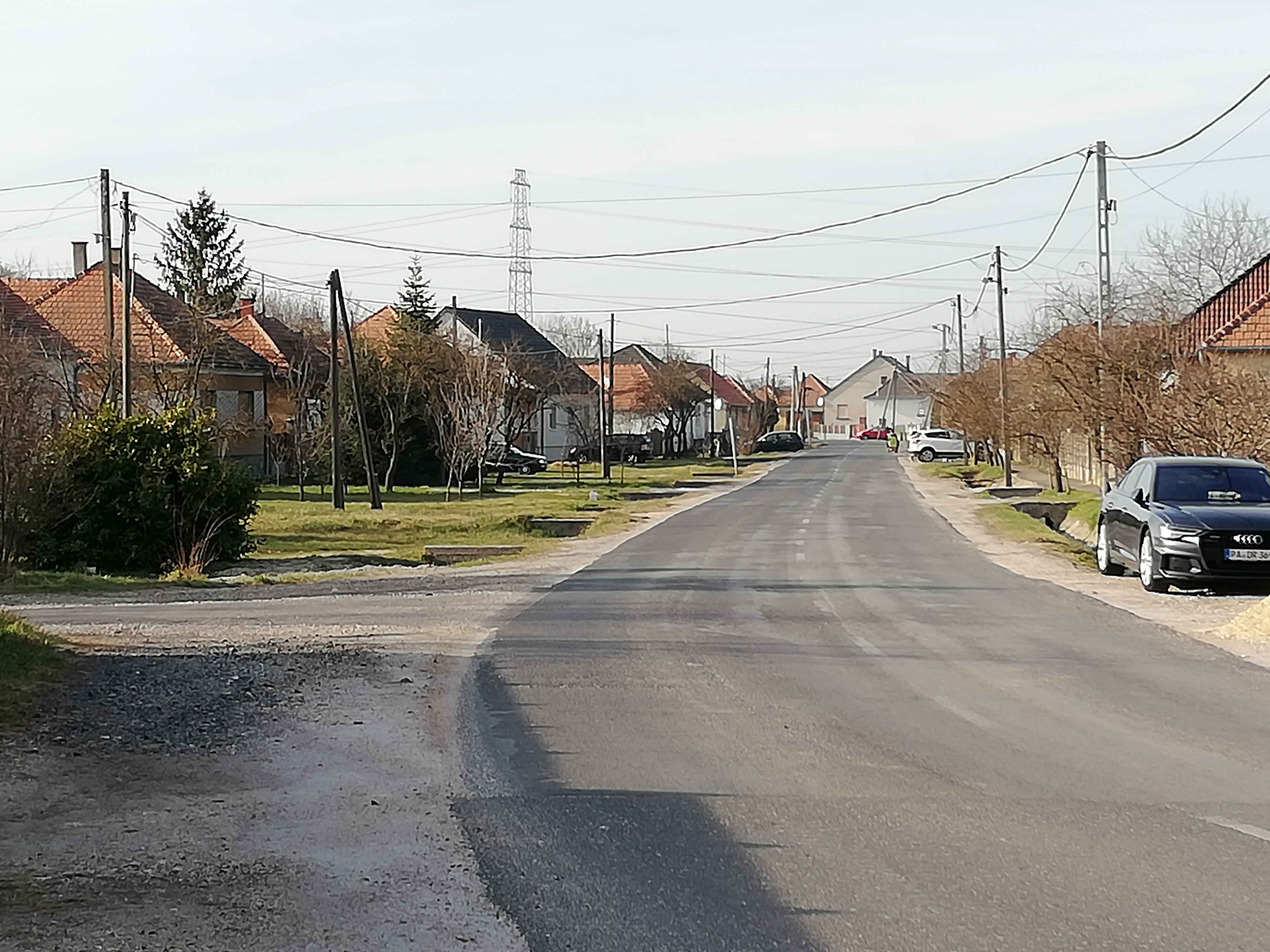
Ölbőn, Szeleste irányában
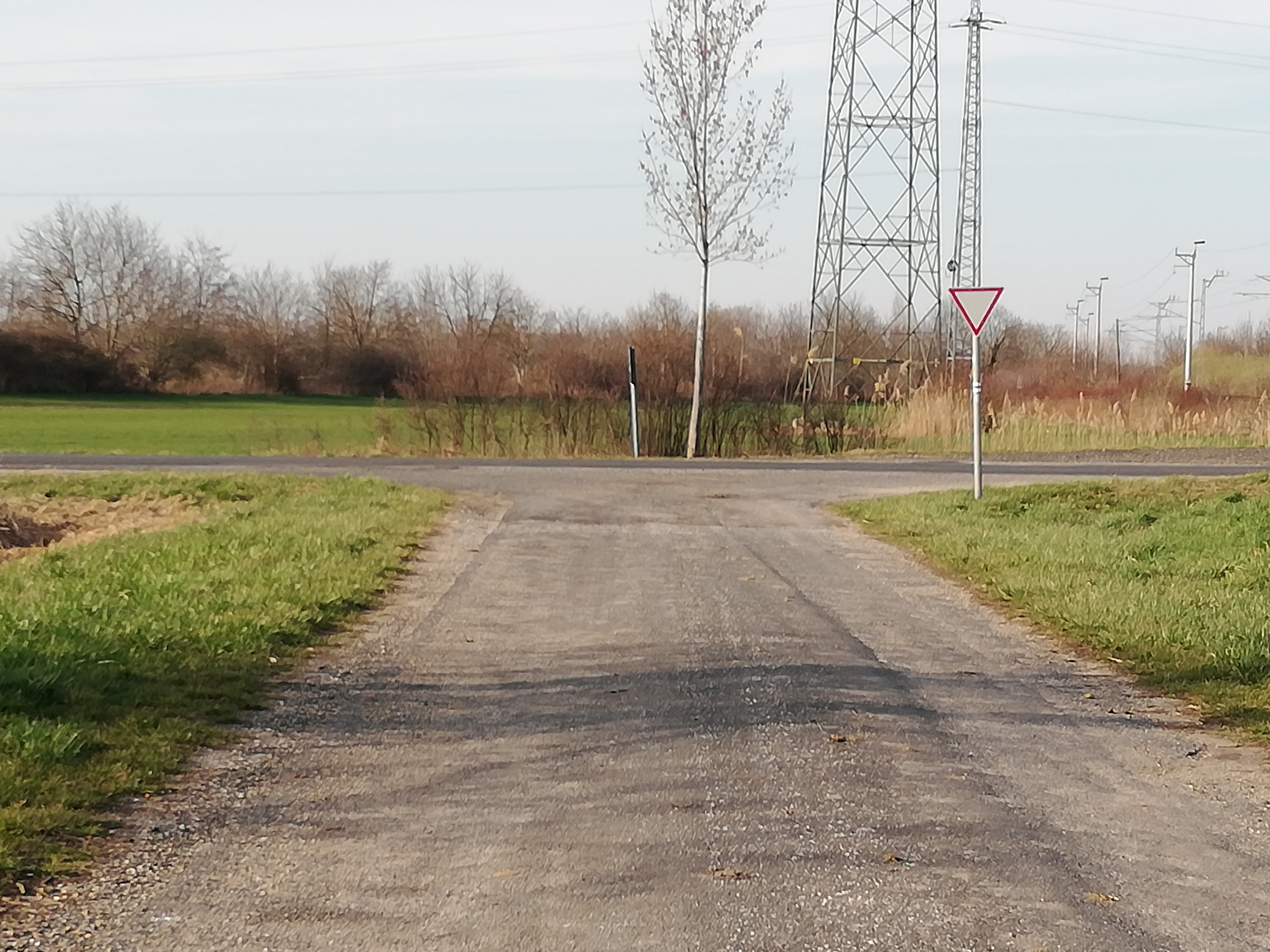
Ölbő-Alsószeleste vasútállomás bejárati útjának becsatlakozása